# SMHI
Sveriges meteorologiska och hydrologiska institut (SMHI) er det statslige svenske meteorologiske- og hydrologiske-institut med hovedkontor i Norrköping, Sverige. SMHI hører under Miljö- och energidepartementet, og har til opgave at lave prognoser for vejr, vind, vand og klima.
SMHI blev dannet i 1945, som en navneændring fra SMHA (Statens meteorologisk-hydrografiska anstalt). Det tidligere SMHA var i sig selv, omkr. 1920erne, en sammenlægning af flere forskellige vejrrelaterede myndigheder, men stammer tilbage fra 1874.

## Ekstern henvisning
- Officiel hjemmeside

| Firma | Spire Denne artikel om et firma eller en virksomhed i Sverige er en spire som bør udbygges. Du er velkommen til at hjælpe Wikipedia ved at udvide den. |

58°35′N 16°09′Ø / 58.58°N 16.15°Ø